# Ле-Сабль-д’Олон (округ)
Ле-Сабль-д’Олон (фр. Les Sables-d’Olonne) — округ (фр. Arrondissement) во Франции, один из округов в регионе Пеи-де-ла-Луар. Департамент округа — Вандея. Супрефектура — Ле-Сабль-д’Олон.
Население округа на 2020 год составляет 250 238 человек. Плотность населения составляет 131 чел./км². Площадь округа составляет 1914,7 км².

## Кантоны округа
Кантоны округа Ле-Сабль-д’Олон (с 22 марта 2015 года)
- Л’Иль-д’Иё
- Ле-Сабль-д’Олон
- Марёй-сюр-ле-Дисе (частично)
- Сен-Жан-де-Мон
- Сент-Илер-де-Рье
- Тальмон-Сент-Илер
- Шаллан (частично)

Кантоны округа Ле-Сабль-д’Олон (до 22 марта 2015 года)
- Бовуар-сюр-Мер
- Л’Иль-д’Иё
- Ла-Мот-Ашар
- Ле-Сабль-д’Олон
- Марёй-сюр-ле-Дисе (частично)
- Мутье-ле-Мофе
- Нуармутье-ан-л’Иль
- Паллюо
- Сен-Жан-де-Мон
- Сен-Жиль-Круа-де-Ви
- Тальмон-Сент-Илер